# Exarcado apostólico de Rusia
El exarcado apostólico de Rusia (en latín: Exarchatus Apostolicus Russiae y en ruso: Апостольский экзархат России) es una circunscripción eclesiástica de la Iglesia católica en Rusia. Se trata de un exarcado apostólico bizantino ruso, inmediatamente sujeto a la Santa Sede. Desde el 1 de mayo de 1951 es sede vacante y los fieles de rito bizantino están confiados al obispo de rito latino Joseph Werth como ordinario para los fieles de rito bizantino en Rusia.

## Territorio y organización
El exarcado apostólico extiende su jurisdicción sobre los fieles católicos de rito bizantino en los territorios que conformaban el Imperio ruso (bizantinos: rusos, bielorrusos y ucranianos). Además del actual territorio de Rusia (excepto el sur de Sajalín o prefectura de Karafuto y Kaliningrado), en 1917 el Imperio ruso incluía territorios de los estados bálticos (Estonia, Letonia y Lituania), Ucrania (excepto Galitzia), Bielorrusia, parte de Polonia, Moldavia (Besarabia), el Cáucaso (las actuales Armenia, Georgia y Azerbaiyán), Finlandia, la mayoría del Asia Central (actuales repúblicas de Kazajistán, Turkmenistán, Tayikistán, Kirguistán y Uzbekistán), y una parte de Turquía (las provincias de Ardahán, Artvin, Iğdır y Kars). En 1939 Ucrania y Bielorrusia fueron separadas del exarcado apostólico. Desde 2002 Asia Central tuvo un delegado apostólico para los fieles bizantinos y en 2019 se erigió la administración apostólica para los fieles católicos de rito bizantino en Kazajistán y Asia Central. Desde el 17 de abril de 1959 Finlandia es parte del exarcado apostólico de Alemania y Escandinavia.
- Como parte de la Iglesia católica bizantina rusa y bajo la dependencia del ordinario para los fieles de rito bizantino residentes en Rusia existen actualmente:

Bajo la dependencia del ordinario de Rusia para los bizantinos
- Deanato para los católicos de rito bizantino en el territorio correspondiente a la arquidiócesis de la Madre de Dios en Moscú:[1][2]
  - Parroquia de los Santos Apóstoles Pedro y Andrés de la Iglesia ortodoxa rusa en comunión con la sede de Roma (Приход святых апостолов Петра и Андрея) (en la Casa de la Santa Madre Teresa de Moscú)
  - Parroquia del Santo Hieromártir Ignacio, Obispo de Antioquía (Приход Святого сщмч. Игнатия Богоносца, Епископа Антиохийского) (en Moscú)
  - Parroquia del Descenso del Espíritu Santo (Приход Сошествия Святого Духа) (en San Petersburgo, incluyendo fieles greco-católicos bielorrusos)
  - Parroquia en nombre del Bendito Hieromártir Leonid, exarca de la Iglesia greco-católica de Rusia (Приход во имя блаженного сщмч. Леонида, Экзарха Российской Греко-Католической Церкви) (en una cripta de la catedral de Moscú)
  - Parroquia de San Clemente Papa Romano (Приход Св. Климента папы Римского) (en Óbninsk, óblast de Kaluga)
  - Parroquia de la Natividad de Cristo (Приход в честь Рождества Христова) (en Kaliningrado, óblast de Kaliningrado, incluyendo fieles greco-católicos bielorrusos)
  - Punto pastoral Familia de San Lázaro en Moscú (no es una parroquia)
- Deanato para los católicos de rito bizantino en el territorio perteneciente a la diócesis de la Transfiguración en Novosibirsk:
  - Parroquia de los Santos Cirilo y Metodio de la Iglesia ortodoxa rusa en comunión con la sede de Roma (Приход Свв. Кирилла и Мефодия) (en Sargatskoye, óblast de Omsk)

Como parte de la Iglesia greco-católica ucraniana y bajo la dependencia del ordinario para los fieles de rito bizantino residentes en Rusia existen parroquias en: Kopeisk (en la óblast de Cheliábinsk), Prokopyevsk, Novokuznetsk (ambas en la óblast de Kémerovo), Omsk (en la óblast de Omsk), Megion, Langepas, Surgut, Nizhnevártovsk, Raduzhny (las 5 en Janty-Mansi), Novosibirsk (en la óblast de Novosibirsk), Tomsk (en la óblast de Tomsk). 
Otras comunidades se encuentran en: Zhukovski, Lobnya (ambas en la óblast de Moscú) y Cheliábinsk.

## Historia
Tras la caída del régimen zarista en Rusia, entre el 19 y el 21 de marzo de 1917 se realizó el primer concilio o sobor de la Iglesia greco-católica rusa. En 1907 el papa Pío X le dio en forma oral y absolutamente secreta plenos poderes al archieparca de Leópolis de la Iglesia greco-católica ucraniana, Andrés Sheptytsky, para organizar la Iglesia de rito bizantino en el Imperio ruso. Sheptytsky fue exiliado internamente en Rusia entre 1914 y 1917 y a su regreso a Leópolis, utilizando los poderes otorgados por Pío X, el 28 de mayo de 1917 designó al primer exarca apostólico para los greco-católicos de Rusia (Exarchia apostolica pro catholicis ritus byzantini in Russia), Leonid Feodorov (Leonida Feodoroff), antiguo seminarista ortodoxo ruso y que fue confirmado como exarca por el papa Benedicto XV el 1 de marzo de 1921. No se conoce si Sheptytsky lo ordenó obispo como sugiere una fotografía de la época. 
El exarcado apostólico comprendía todo el territorio del Estado ruso de entonces, excepto Bielorrusia. El secretario del exarcado fue el sacerdote Diodor Kolpinsky. En marzo de 1923, Leonid Fedorov ordenó a los sacerdotes Alexei Zerchaninov y Epiphanius Akulov para que administraran el exarcado.
Luego de la Revolución de Octubre se produjo la dispersión de los católicos del rito bizantino en Rusia en los campos de prisioneros de Siberia (gulag) y en los centros de la diáspora rusa en varios países del mundo. 
En junio de 1918 fray Patapios Emilianov y la totalidad de su parroquia viejo ritualista con 828 adultos en Nizhnaja Bogdanovka (200 km de Makieievka en el óblast del Don) se declaró en comunión con la Santa Sede de Roma. Además, otra parroquia había entrado en comunión con Roma en Saratov, guiada por su párroco, fray Alexi Anisimov. En 1922 Feodorov estimó que el exarcado tenía 180 fieles en 3 parroquias en Moscú (100), Petrogrado (70) y Sarátov (10) y otros 200 dispersos, y además estimó en 2000 los que habían emigrado o muerto por la hambruna de 1921-1922. En 1923 el exarcado tenía 20 sacerdotes y diáconos y 25 monjas, sin contar ambas estimaciones a la aislada parroquia de Nizhnaja Bogdanovka. 
El 12 de mayo de 1922 todas las iglesias católicas fueron cerradas por el régimen bolchevique, tanto los ritos latinos como los bizantinos. En febrero de 1923 el exarca Feodorov fue arrestado y procesado como contrarrevolucionario por Nikolai Krilenko y el 11 de diciembre de 1923 fue condenado a diez años en el campo de concentración soviético en Solovki. Fue liberado en abril de 1926 y exiliado a Kaluga. En 1926 la Santa Sede reestructuró la jerarquía en la Unión Soviética y Feodorov fue hecho vicario general para el rito oriental del metropolitano de Rusia sin suprimirse el exarcado apostólico. Luego fue arrestado, liberado en 1932 y murió en 1935. Aunque Sheptytsky le nombró como sucesor al archimandrita Klymentiy Sheptytskyi el 17 de septiembre de 1939 (confirmado por el papa el papa Pío XII el 22 de diciembre de 1941), este no pudo desempeñar su tarea, falleciendo el 1 de mayo de 1951 y quedando desde entonces vacante el exarcado. La comunidad fue casi aniquilada por el régimen comunista soviético y sus líderes arrestados, y algunos ejecutados. El 16 de febrero de 1931 el vice-exarca Sergiy Soloviev fue arrestado y torturado. Había sido nombrado para el cargo en 1926 por el administrador apostólico en Moscú, obispo Pius Eugene Neveu. El arzobispo ortodoxo Bartholomew Remov se convirtió al catolicismo en 1932 y fue nombrado por el papa en 1933 como vicario de Neveu, fue arrestado el 21 de febrero de 1935 y ejecutado meses después.
Andrey Katkov fue ordenado el 21 de diciembre de 1958 como obispo titular de Nauplia, católico de rito bizantino. Fue listado en el Anuario Pontificio como exarca apostólico de Rusia (Esarc ap. di Russia), pero su jurisdicción se extendió solo a la diáspora rusa.

### Divisiones del exarcado apostólico de Rusia
El 17 de septiembre de 1939 Sheptytsky volvió a usar sus excepcionales poderes para crear 3 exarcados separados del exarcado apostólico de Rusia, que renombró de Rusia y Siberia:
- Exarcado archiepiscopal de Volinia, Polasia y Podlaquia (exarca Mykola Charnetskyi;
- Exarcado archiepiscopal de la Gran Ucrania (exarca Josyf Slipyj);
- Exarcado archiepiscopal de Bielorrusia (locum tenens Mykola Charnetskyj y desde el 17 de septiembre de 1940, exarca Antoniy Nemantsevich).

El cardenal Eugene Tisserand notificó al metropolitano de Leópolis, Andrey Sheptytsky, en una carta fechada el 22 de diciembre de 1941 que el papa Pío XII aprobó a los exarcas nombrados, donde, en particular, el párrafo 3 expresó: El Santo Padre llama al más honorable de Clementy Sheptytsky, abad de los Studitas, el exarca apostólico (administrador apostólico) de los fieles de ritos orientales de la gran Rusia y Siberia, hasta que la Santa Sede decida lo contrario.
En el concilio de jerarcas de la Iglesia greco-católica ucraniana de 1942 en Leópolis se decidió dividir el exarcado de Rusia y Siberia en dos exarcados, uno para Rusia y otro para Siberia, siendo este encabezado por Victor Pavlovich Novikov.
Con sólo unos pocos clérigos invitados a asistir, un sínodo fue convocado en Leópolis el 8 y 9 de marzo de 1946 para revocar la Unión de Brest. Oficialmente todas las propiedades de la Iglesia de rito bizantino en la Unión Soviética fueron transferidas a la Iglesia ortodoxa rusa bajo el Patriarcado de Moscú. Los clérigos que no se unieron a la ortodoxia fueron a parar a campos de concentración o fueron ejecutados.
Mientras el archieparca mayor de los ucranianos de Leópolis, Josyf Slipyj se hallaba prisionero en el Gulag, en 1959 designó 6 administradores para los greco-católicos de la Unión Soviética: Vasyl Velyckovskyj (para Volinia, Gran Ucrania y Bielorrusia); Mykola Revt' (para Siberia Occidental); Illia Blavatskyi (para Siberia Central); Stepan Ratych (para Siberia Oriental); Olexiy Zarytskyi (para Kazajistán); y Josafat Fedoryk (para Asia Central).
El 8 de noviembre de 2002 el papa Juan Pablo II designó al rector de la parroquia de la Protección de la Madre de Dios en Karagandá, Vasyl Hovera, arcipreste mitrado y delegado de la Congregación para las Iglesias Orientales para los fieles de rito bizantino en Kazajistán y Asia Central ad personam.

### Resurgimiento de la Iglesia greco-católica rusa
A raíz del colapso de la Unión Soviética, algunas comunidades greco-católicas de Rusia han comenzado a resurgir cautelosamente. En 1995 se estableció la parroquia de la Intercesión de la Santísima Virgen en Omsk.
En un artículo de 2005, el sacerdote católico ruso Sergei Golovanov declaró que tres sacerdotes católicos celebraban la divina liturgia bizantina en Rusia. Dos de ellos utilizan la recensión de la liturgia de Rusia, reformada por el patriarca Nikón de Moscú en 1666. El otro sacerdote utiliza el rito medieval de los viejos creyentes, es decir, como la recensión litúrgica rusa que existía antes de las reformas del patriarca Nikón. Todos los católicos orientales en la Federación Rusa mantienen estrictamente el uso del eslavo eclesiástico en la liturgia, a pesar de que liturgias en lenguas vernáculas son más comunes en la diáspora rusa. 
Los exarcas Feodorov y Klymentiy Sheptytskyi sufrieron el martirio y fueron beatificados el 27 de junio de 2001 por el papa Juan Pablo II con el breve apostólico Sicut abundante durante su visita a Ucrania. 
Entre 1997 y 2003 los greco-católicos rusos enviaron peticiones al papa para que les nombrase un exarca. En agosto de 2004 se celebró una reunión del clero greco-católico ruso en Sargatskoe, óblast de Omsk, nombrándose al protopresbítero Sergio Golovanov para presidir provisionalmente el exarcado, pero no fueron reconocidos por la jerarquía católica de Rusia, ni por la curia romana, aunque no se les aplicaron sanciones.
El papa Juan Pablo II designó el 20 de diciembre de 2004 al obispo de rito latino Joseph Werth, de la diócesis de la Transfiguración en Novosibirsk como Ordinarius pro fidelibus Ritus Byzantini in Russia (en ruso: Ординарий для католиков византийского обряда в России) bajo supervisión de la Congregación para las Iglesias Orientales. Por razones de política eclesial respecto del Patriarcado de Moscú y del Gobierno ruso, la designación no fue hecha pública de la manera acostumbrada por la Santa Sede, ni el ordinariato para los fieles de rito bizantino en Rusia se constituyó en circunscripción eclesiástica formal ya que no es listado en el Anuario Pontificio.

## Episcopologio
- Beato Leontiy Leonid Fëdorov, M.S.U. † (28 de mayo de 1917-7 de marzo de 1935 falleció)
  - Sede vacante (1935-1939)
- Beato Klymentiy Sheptytskyi, M.S.U. † (17 de septiembre de 1939-1 de mayo de 1951 falleció)[12]
  - Sede vacante (desde 1951)

El obispo de Transfiguración en Novosibirsk (de rito latino) Joseph Werth fue nombrado ordinario para los fieles de rito bizantino en Rusia el 20 de diciembre de 2004. Sin embargo, su cargo no ha sido formalmente vinculado al exarcado apostólico, que continúa vacante.